# Gospodje Voorneški
Gospodje Voorneški   so bili močna plemiška rodbina iz Zelandije. Med drugim so bili grajski grofje (upravitelji) Zelandski. Rod je leta 1372 izumrl.
Hugo Voorneški je začetnik rodu. Omenja ga grofovska listina iz leta 1108 . Rodbinski sedež družine je bil v Poortvlietu, vendar je bil v začetku 13. stoletja med Loonsko vojno popolnoma uničen. Nato je družina zgradila grad Voorne. Rodbina je imela v lasti mesta Den Briel, Goedereede ter vasi in zaselke Oostvoorne, Ouddorp, Rugge, Rockanje, Zwartewaal in Acquoy.

## Gospodje in gospe Voorneški
| Gospod (ali gospa) | Živel          | Opombe                                                                       |
| ------------------ | -------------- | ---------------------------------------------------------------------------- |
| Hugo Voorneški     | omenjen v 1108 | se pogosto imenuje Hugo III., vendar je najverjetneje prvi gospod Voorneški. |
| Floris Voorneški   | -1174          | sin Huga                                                                     |
| Dirk I. Voorneški  | -1189          | brat Florisa                                                                 |
| Hugo II. Voorneški | -1213          | sin Dirka I.                                                                 |
| Dirk II. Voorneški | -1228          | sin Dirka I.                                                                 |
| Henrik Voorneški   | -1259          | sin Dirka II.                                                                |
| Albert Voorneški   | -1287          | sin Henrika                                                                  |
| Katarina Durbuyska | -1300          | žena Alberta, 2 leti regent za mladega Gerarda                               |
| Gerard Voorneški   | -1337          | sin Alberta                                                                  |
| Mahteld Voorneška  | -1372          | hči Gerarda, zadnji potomec, se poroči z Dirk IV. Valkenburški               |

## Znani potomci
- Hugo III. Voorneški
- Floris Voorneški
- Dirk I. Voorneški
- Dirk II. Zelandsko Voorneški
- Henrik Voorneški
- Albert Voorneški
- Gerard Voorneški
- Albert II. Voorneški
- Mahteld Voorneška
- Jane Voorneška

Glej tudi: Dežela Voorneška
- Kort, J.C. (1972): Inventaris van het archief van de Heren van Voorne, Burggraven van Zeeland, 1272-1371, Nationaal Archief, Den Haag
- Engen, H. van (2009): Machteld van Voorne in Digitaal Vrouwenlexicon van Nederland, Instituut voor Nederlandse Geschiedenis, Den Haag

}}